# Andreas Mendel
Andreas Mendel (* 1982 in Hannover) ist ein deutscher Oboist.

## Leben
Andreas Mendel spielte zunächst Klavier und Blockflöte und war Mitglied im Knabenchor Hannover, ehe er im Alter von 10 Jahren mit dem Oboespielen begann. Er war erster Bundespreisträger bei Jugend musiziert, Stipendiat der Yehudi Menuhin Stiftung und der Hans und Eugenia Jütting Stiftung und spielte im Bundesjugendorchester. 2001 begann er ein Studium bei Müller-Brincken und Niesemann in Würzburg und schloss es 2008 bei Emanuel Abbühl in Mannheim ab.
Als stellvertretender Solo-Oboist war Andreas Mendel zunächst beim Pfalztheater Kaiserslautern und beim Münchner Rundfunkorchester engagiert.
Seit 2009 ist Andreas Mendel Solo-Oboist beim Bruckner Orchester Linz. Er gastierte in zahlreichen namhaften Orchestern u. a. im Deutschen Sinfonieorchester Berlin, im Mozarteumorchester Salzburg, im Kammerorchester Basel, im Orchester der Hamburger Staatsoper, im Staatstheater Nürnberg und bei der Camerata Salzburg und arbeitete unter den Dirigenten wie Christopher Hogwood, Marc Minkowski, Dennis Russell Davies, Stanislaw Skrowaczewski, Manfred Honeck und John Eliot Gardiner.
Neben seiner Tätigkeit als Orchestermusiker widmet er sich der Kammermusik in verschiedenen Besetzungen und unterrichtet als Dozent bei Kursen im In- und Ausland z. B. beim Oboe-Fagott Festival in Kremsmünster.

## Diskographie (Auswahl)
- 1995: Mozart, Die Zauberflöte (Gardiner) DGG Archiv
- 2012: Anton Bruckner, Sinfonie Nr. 8 (Milton), CAvi
- 2013: Felix Mendelssohn, Sinfonie Nr. 3 (Orozco-Estrada), Oehms
- 2017: Anton Bruckner, Sinfonien - The Essential (Davies), edition bruckner orchester

## Publikationen
- Technical Basics of Oboe Playing / Technische Grundlagen der Oboe –  Major / Dur Edition. Effektive und systematische Übungen zur gezielten Verbesserung der Technik; Konikos Verlag 2015.
- Technical Basics of Oboe Playing / Technische Grundlagen der Oboe –  Minor / Moll Edition; KONIKOS Verlag 2017.
- Technical Basics of Oboe Playing / Technische Grundlagen der Oboe – Junior Edition; KONIKOS Verlag 2020
- Bassoon Technical Basics / Fagott Technische Grundlagen – Major / Dur Edition; KONIKOS Verlag 2020
- Saxophone Technical basics / Saxophon Technische Grundlagen - Major/ Dur Edition, KONIKOS Verlag 2021
- Technical Basics of Oboe Playing / Technische Grundlagen der Oboe - Master Edition, KONIKOS Verlag 2021